# Roggiano
Roggiano è una frazione geografica del comune di Brissago Valtravaglia, in Provincia di Varese, posta a nordovest del centro abitato, lungo la strada per Brezzo di Bedero.

## Storia
Roggiano fu un antico comune del Milanese.
Registrato agli atti del 1751 come un borgo di 170 abitanti, nel 1786 Roggiano entrò per un quinquennio a far parte della Provincia di Varese, per poi cambiare continuamente i riferimenti amministrativi nel 1791, nel 1798 e nel 1799.
Alla proclamazione del Regno d'Italia nel 1805 risultava avere 213 abitanti. Nel 1809 il municipio fu soppresso su risultanza di un regio decreto di Napoleone che lo annesse a Mesenzana, ma il Comune di Roggiano fu tuttavia ripristinato con il ritorno degli austriaci. Nel 1853 risultò essere popolato da 272 anime, salite a 304 nel 1871, mentre nel 1921 si registrarono 404 residenti. Dal 1864, per evitare omonimie, il borgo fu ribattezzato Roggiano Valtravaglia. Fu il regime fascista a decidere nel 1927 di sopprimere definitivamente il comune, unendolo a Brissago Valtravaglia.